# Les Jardins de Rama
Les Jardins de Rama (titre original : The Garden of Rama) est un roman de science-fiction d'Arthur C. Clarke et Gentry Lee, paru en 1991 aux États-Unis et en 1993 en France.
Il constitue le troisième roman de la tétralogie Rama, commencée par Rendez-vous avec Rama et Rama II ; il précède le tome final Rama révélé.
Le roman évoque les aventures de Nicole Desjardins, de ses compagnons et de ses enfants à bord du gigantesque vaisseau spatial Rama. Les aventuriers voyagent à bord de ce vaisseau jusqu'à une station spatiale située près de Sirius, puis Nicole est chargée par les extraterrestres de retourner jusqu'à la Terre pour ramener une colonie humaine.

## Principaux personnages
- Nicole Desjardins
- Richard Wakefield
- Michael O'Toole
- leurs enfants :
  - Simone (Nicole avec Richard)
  - Catherine, dite « Katie » (Nicole avec Richard)
  - Benjamin, dit « Benjy » (Nicole avec Michael)
  - Patrick (Nicole avec Michael)
  - Aliénor[1], dite « Allie » (Nicole avec Richard)
- Eponine : amie d'Allie
- Kimberly Henderson : amie d’Éponine
- Max Puckett : ami de Nicole et de Richard
- Kenji Watanabe : premier gouverneur de Rama III
- Nai Watanabe : son épouse
- Kepler et Galilée Watanabe : leurs enfants
- Toshio Nakamura : mafieux japonais
- Piotr Mishkin : juge
- Robert Turner : médecin, directeur de l’hôpital de Rama III

## Résumé
Le récit est composé de cinq parties, de tailles différentes, structurées en chapitres.
- « Le journal de Nicole » (13 chapitres)

L'intrigue du roman commence neuf mois après la fin de celle de Rama II, en décembre 2200. Nicole, Richard et Michael sont à bord du gigantesque vaisseau spatial Rama, qui a quitté le système solaire.
Âgée de 36 ans, Nicole vient d'accoucher d'un enfant qu'elle a conçu avec Richard : Simone, née le 27 décembre 2200.
Richard apprend progressivement à communiquer avec les Raméens et à solliciter la fourniture de vivres et d'objets de toute sorte.
Nicole met au monde un deuxième enfant, Katie, née en mars 2203.
Début mai 2205, Nicole propose à Richard de faire un enfant avec Michael, afin de favoriser la diversité génétique de la petite « tribu » humaine de Rama. Richard est réticent et Michael est perplexe. Nicole obtient de Michael qu'ils aient des relations sexuelles, peu concluantes au demeurant. Mais Richard, piqué au vif dans sa virilité et sa paternité, prend une décision inattendue : il quitte sa femme, ses enfants et Michael pour partir explorer seul l'immense vaisseau.
Nicole, Michael et les deux petites filles apprennent à vivre sans la présence de Richard. En août 2206, Nicole et Michael ont un enfant, Benjy, qui souffre d'un retard mental.
En mars 2208, Nicole met au monde son quatrième enfant sur Rama, le deuxième dont Michael est le père : Patrick.
En janvier 2209, Richard est retrouvé à proximité du camp, dans un état de semi-coma. Il est épuisé. Peu à peu, à la grande joie des siens, il reprend des forces. Pendant ce temps là, les enfants ont grandi. Chacun d'eux développe son propre caractère. Ainsi Katie s'affirme comme étant une petite fille au caractère têtu et déterminé.
En janvier 2210, Nicole met au monde son 5e et dernier enfant sur Rama, le troisième dont Richard est le père : Allie.
Courant 2213, Rama perd nettement de la vitesse et se met en position d'arriver à destination. Il arrive à une station spatiale stellaire en septembre 2213 située près de Sirius.
- « Au point nodal » (9 chapitres)

L'arrivée de Rama auprès de la station spatiale chargée d'explorer ce secteur de la galaxie semble être le terme du long voyage de 13 ans. Les extraterrestres procèdent à des examens médicaux des Terriens et discutent longuement avec eux. Une entité robotique appelée « L'Aigle » sert d'interface entre les Humains et les extraterrestres.
Plusieurs mois après l’arrivée des voyageurs au sein de la station spatiale, l'Aigle les informe que le but des vaisseaux de type Rama est de rassembler le maximum de données informatives sur les espèces spatiopérégrines. Il explique donc que Nicole va être chargée de retourner sur Terre afin de « ramener » deux mille Humains aux fins d'examens complémentaires. Nicole pourra être accompagnée des personnes qu'elle voudra, et même partir seule, à condition de laisser sur la station spatiale stellaire l'un des deux hommes et l'une des enfants afin de pouvoir, le cas échéant, procéder à un accouplement. Cette information crée la stupeur et le stress, puisqu'il est évident que la famille va être éclatée. Après des tergiversations, il est décidé que deux personnes resteront sur la station spatiale : Michael O'Toole et Simone, tandis que les autres membres de la famille retourneront sur Terre (Nicole, Richard, Katie, Benjy, Patrick, Allie).
Aidés de Richard et de Nicole, les extraterrestres modifient profondément Rama afin de permettre le transport pendant de nombreuses années de deux mille humains. Les aliens indiquent aussi à Richard et Nicole qu'une partie du vaisseau sera réservée à une autre espèce spatiopérégrine.
Afin que les voyageurs ne vieillissent pas trop vite pendant le trajet, ils seront placés en biostase.
- « Rendez-vous sur Mars » (12 chapitres)

Un message enregistré par Nicole Desjardins est envoyé en direction de la Terre, annonçant la venue du vaisseau Rama III et la nécessité pour les Humains de « fournir » deux mille colons. Nicole, son mari et les enfants sont donc placés en biostase et sont renvoyés vers le système solaire.
Rama III arrive à proximité de Mars en 2245 et se place en orbite. Le commandement unifié de la Terre envoie trois vaisseaux spatiaux en direction de la planète. À bord de ces vaisseaux ont pris place des personnes qui ont signé un engagement temporaire pour coloniser Mars, moyennant rétribution. Dans la mesure où peu de candidats s'étaient présentés, une partie des colons sont des détenus de droit commun à qui on a promis une amnistie lors de leur retour sur Terre.
Les trois vaisseaux terriens accostent donc successivement à Rama, et les Humains, informés quelques jours avant leur arrivée, font comme ils peuvent pour s'adapter à leur nouvel environnement. Globalement, l'installation des colons au sein de Rama III se déroule correctement.
Dans leurs activités quotidiennes, les humains seront aidés de biotes (robots biologiques) qui n'auront pas l'apparence de crabes ou de requins comme dans Rama I et Rama II, mais l’apparence d'êtres humains : les « Lincoln », les « Einstein », les « Garcia », les « Kawabata » et les « Tiasso ».
- « Épithalame » (10 chapitres)

Rama III quitte donc le système solaire. Contrairement au voyage de Rama II, il ne se rend pas en direction de Sirius, mais en direction de Tau Ceti, située à 13 années-lumière de la Terre.
Dans les premiers mois du voyage, tout se passe correctement entre les colons. Mais au fur et à mesure de l'écoulement des années, la communauté doit faire face à trois séries de défis.
Le premier défi est l'émergence d'un rétrovirus appelé « RV-41 ». Il ne s'agit pas d'un virus inoculé par les extraterrestres parmi les colons à des fins expérimentales, comme certains colons ont pu le penser, mais d'une mutation d'un virus terrestre peut-être issu de manipulations génétiques. Lors du transport des colons à bord des trois vaisseaux spatiaux, l'un des voyageurs était déjà atteint de ce virus. Comme son lointain ancêtre le sida, ce virus se transmet par le sperme et le sang. Mais contrairement au sida, on ne connaît aucun remède pour le combattre. Ses effets sont radicaux : une fois le patient atteint, ses muscles cardiaques se détériorent au point d'entraîner la mort à terme. Environ 90 personnes ont été infectées, et l'assemblée parlementaire de la colonie, appelée Sénat, a ordonné que les personnes atteintes devraient porter un brassard rouge pour signaler le fait qu'elles sont infectées. L'existence de virus qui se transmet par relations sexuelles a pour effet de créer un certain stress parmi les voyageurs.
Le deuxième défi est lié à la naissance d'une organisation mafieuse dirigée par le sinistre Toshio Nakamura. Il a organisé des cercles de jeu et emploie des jeunes femmes en tant que prostituées. Il est rapidement devenu l'homme le plus riche de la communauté. Il a acheté des terres contenant une forêt, qu'il a rasée afin d'y construire à la place un casino. Il en découle que le système climatique raméen se modifie assez rapidement : les « étés » sont plus chauds, les « hivers » sont plus froids. Le Sénat a donc décidé de lancer une opération scientifique chargée de modifier les données climatiques de la zone allouée aux Humains en agissant sur l'ordinateur central du vaisseau. Richard Wakefield, l'époux de Nicole Desjardins et scientifique de haut niveau, s'est opposé sans succès à cette tentative de modification unilatérale des données climatiques.
Le troisième défi est le fait que le Sénat a ordonné l'exploration intégrale du vaisseau spatial, et donc l'exploration des autres zones allouées aux autres espèces spatiopérégrines transportées par le vaisseau. Un épais mur d'acier séparant la zone humaine d'une autre zone a été percé, et les Humains ont été confrontés à une espèce alien appelée « Les Faucheux », ressemblant à « des balles de golf velues juchées sur six grandes pattes et se déplaçant très vites ».
- « Le procès » (10 chapitres)